# Dioscorea mandonii
Dioscorea mandonii là một loài thực vật có hoa trong họ Dioscoreaceae. Loài này được Rusby mô tả khoa học đầu tiên năm 1902.